# Comitatul Goshen, Wyoming
Comitatul Goshen, conform originalului din engleză,  Goshen County, este unul din cele 23 comitate ale statului american Wyoming.

## Demografie
|  | Graficele sunt indisponibile din cauza unor probleme tehnice. Mai multe informații se găsesc la Phabricator și la wiki-ul MediaWiki. |

Date: Wikidata - grafică realizată de Wikipedia